# Triplachne nitens
Triplachne nitens är en gräsart som först beskrevs av Giovanni Gussone, och fick sitt nu gällande namn av Heinrich Friedrich Link. Triplachne nitens ingår i släktet Triplachne och familjen gräs. Inga underarter finns listade i Catalogue of Life.